# Nerza
Nerza – stacja kolejowa w pobliżu miejscowości Marlina, w gminie Lucyn, na Łotwie. Położona jest na linii Rzeżyca - Zilupe.